# Ivesia patellifera
Ivesia patellifera är en rosväxtart som först beskrevs av John Thomas Howell, och fick sitt nu gällande namn av B. Ertter. Ivesia patellifera ingår i släktet Ivesia och familjen rosväxter. Inga underarter finns listade i Catalogue of Life.